# Самсон, Герман Романович
Герман Романович Самсон (Клавдий-Герман Самсон-фон-Гиммельштерн, нем. Claudius Hermann von Samson-Himmelstjerna; 1800—1881) — генерал-лейтенант Русской императорской армии, командир Тульского оружейного завода.

## Биография
Потомственный дворянин, уроженец Лифляндской губернии, лютеранского исповедания. Воспитывался в частном учебном заведении и, как было указано в его формулярном списке о службе и достоинстве — «по выпуску из частного учебного заведения знает арифметику, алгебру, геометрию, статистику, механику, полевую и долговременную фортификацию, атака и оборону крепостей, тактику, военно-ссудное производство, языки российский и французский».
В службу вступил юнкером 21 декабря 1816 года (запись формулярного списка). 14 ноября 1819 года он был направлен в 19-ю конную батарейную роту 6-й артиллерийской бригады. «Произведен в прапорщики 1820 года июня 18-го, имея от роду 20 лет» и на следующий день отбыл в 1-ю гренадерскую артиллерийскую бригаду. В ней он прослужил до марта 1825 года и в ней же в 1824 году был произведен в подпоручики. С 24 марта 1825 года по 22 апреля 1834 года проходил службу в Лейб-гвардии 1-й артиллерийской бригаде.
При переводе офицеров русской императорской армии в гвардейские подразделения, им присваивался чин на одну ступень ниже уже имеющегося. Но, это не было ущемлением их прав и достоинств по службе, ибо в дальнейшем они из капитанов производились сразу в полковники, миную чин подполковника.
Именно по причине перевода в гвардейскую бригаду Самсон в мае 1825 года получил чин прапорщика гвардейской артиллерии. Очередной чин был ему вручён уже в 1827 году. За период службы Самсона в Лейб-гвардии 1-й артиллерийской бригаде он принял участие в нескольких военных кампаниях — русско-турецкой войне 1828—1829 годов и усмирении польского мятежа 1830 года.

### Русско-турецкая война 1828—1829
Вместе со своим командиром, ставшим впоследствии выдающимся военным деятелем России полковником А. М. Симборским он совершил поход от Санкт-Петербурга до Дуная и, переправившись через него, вступил в турецкие пределы и следовал через крепость Исакча, город Бабадах, крепость Кюстенджи, города Монгалию и Коварну до крепости Варны, «где с 29 августа по 29 сентября при отобрании оружия от гарнизона оной крепости находился». С 7 по 20 октября «следовал обратно в Россию через те же места, вступил в Российские пределы и 14 ноября прибыл в зимовые квартиры в Каменец-Подольскую губернию».
В марте 1829 года последовал очередной его поход. Он был прикомандирован к осадному артиллерийскому парку 2-й армии и командовал батареей при осаде крепости Силистрии до самой сдачи этой крепости турецкими войсками 18 июня 1829 года. По окончании осады крепости Силистрии сразу же переправился через Балканские горы и участвовал во взятии города Андрианополя (с 7 августа по 12 октября).
«В 1828-м и 1829 гг. за Турецкую войну Всемилостливейше пожалован не в зачёт годовым жалованием. В 1829 г. октября 20-го «за дело при осаде крепости Силистрии Всемилостливейше награждён орденом Святого Владимира с бантом». Кроме этого был удостоен серебряной медали за турецкую войну 1828 и 1829 годов.

### Подавление польского мятежа 1830 года
«1831 года марта 16 дня, переправляясь через реку Нарев в местечко Тикочин, вступил в пределы Царства Польскаго». 25—26 августа участвовал в действительном сражении при взятии приступом передовых варшавских укреплений и городского вала, командуя батареей полупудовых мортирок. 27 августа вступил в Варшаву. «В 1831 г. октября 20-го за храбрость и мужество, оказанное 25 и 26 числа августа при взятии штурмом передовых Варшавских укреплений, Городоваго вала и города Варшавы Всемилостливейше награждён золотою полусаблею с надписью за храбрость». Кроме этого был удостоен серебряной медали за взятие приступом Г. Варшавы 25 и 26 числа августа 1831 года и польского знака отличия за военное достоинство 4-й степени.
В апреле 1832 года «по Высочайшей воле» был командирован в Пруссию для изучения устройства крепостной артиллерии. Тогда, а точнее, в июле того же года «Его Величество Король Пруссии в воздаяние благоволения своего изволил пожаловать кавалером Ордена Прусского Краснаго Орла 4-й ст., который ему Высочайше носить повелено».
В ноябре1833 году он был переведен в Лейб-гвардии 2-ю артиллерийскую бригаду, а в следующем году в 3-ю гвардейскую бригаду командиром батареи. В январе 1839 года назначен командиром 3-й полевой артиллерийской бригады. За отличие по службе произведен в генерал-майоры в 1846 году. В 1847 году назначен «командующим» (исполняющим должность командира) Тульским оружейным заводом, а 1 июня 1849 года Высочайшим приказом утвержден в должности командира Тульского оружейного завода. В период руководства Г. Р. Самсоном заводом Государь Император Николай I дважды удостаивал его Высочайшего благоволения: при личном посещении завода в 1850 г. «за найденный во всем порядок и устройство» и в 1852 году «за успешную выделку оружия». Также Г. Р. Самсон был удостоен Монаршего благоволения «1856 года сентября 21 дня при осмотре Государем Императором Тульского оружейного завода за отличное онаго состояние».
В 1856 году произведён в генерал-лейтенанты и в 1858 году вышел в отставку.
Скончался 15.11.1881 г.

## Семья
«Женат на дочери отставного артиллерии поручика Энгельгардта девице Луизе Антоновой (03.09.1833 - 30.12.1892, Тарту/Dorpat), лютеранского исповедания. Детей не имеет».

## Награды
- Не в зачёт годовое жалование, 1828 г.
- Не в зачёт годовое жалование, 1829 г.
- Орден Святого Владимира 4-й ст. с бантом, 1829 г.
- Золотая полусабля с надписью «за храбрость», 1831 г.
- Орден Святого Станислава 3-й ст., 1832 г.
- Орден Святой Анны 2-й ст., 1837 г.
- В вечное и потомственное владение тысячу пятьсот десятин земли, 1841 г.
- Орден Святого Георгия 4-й ст. за 25 лет, 1841 г.
- Орден Святого Станислава 2-й ст. с Императорской короной, 1844 г.
- Генерал-майор, 1846 г.
- Орден Святого Владимира 3-й ст., 1849 г.
- Орден Святого Станислава 1-й ст., 1852 г.
- Орден Святой Анны 1-й ст. с Императорской короной, 1855 г.
- Генерал-лейтенант, 1856 г.
- Знаки отличия беспорочной службы XX и XXX лет
- Медали:
  - серебряная за турецкую войну 1828 и 1829 гг.;
  - серебряная за взятие приступом Варшавы 25 и 26 числа августа 1831 г.
  - польский знак отличия за военное достоинство 4-й ст., 1831 г.;
- Многочисленные Монаршие благоволения и Высочайшие благодарности.
- Иностранные:
  - прусский орден Красного Орла 4-й ст., 1832.